# Ignatia von Hertling

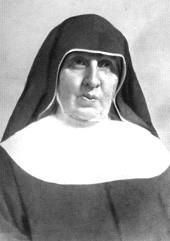
Mutter Ignatia von Hertling

Ignatia von Hertling, bis  1872 Anna von Hertling (* 2. April 1838 in Aschaffenburg; † 27. März 1909 in Koblenz-Pfaffendorf) war eine deutsche Freifrau, Nonne und Klostergründerin.

## Herkunft
Sie entstammte der kurpfälzischen, später bayerischen Adelsfamilie von Hertling und war die Tochter des bayerischen Forstmeisters Michael Joseph Freiherr von Hertling (1802–1867) sowie dessen Gattin Wilhelmine von Bourcourd (1811–1884). Karl von Hertling (1843–1908), holländischer Forstdirektor auf der Insel Java, war ihr Bruder, der deutsche Reichskanzler bzw. bayerische Ministerpräsident Georg von Hertling ihr Cousin. 

## Leben und Wirken

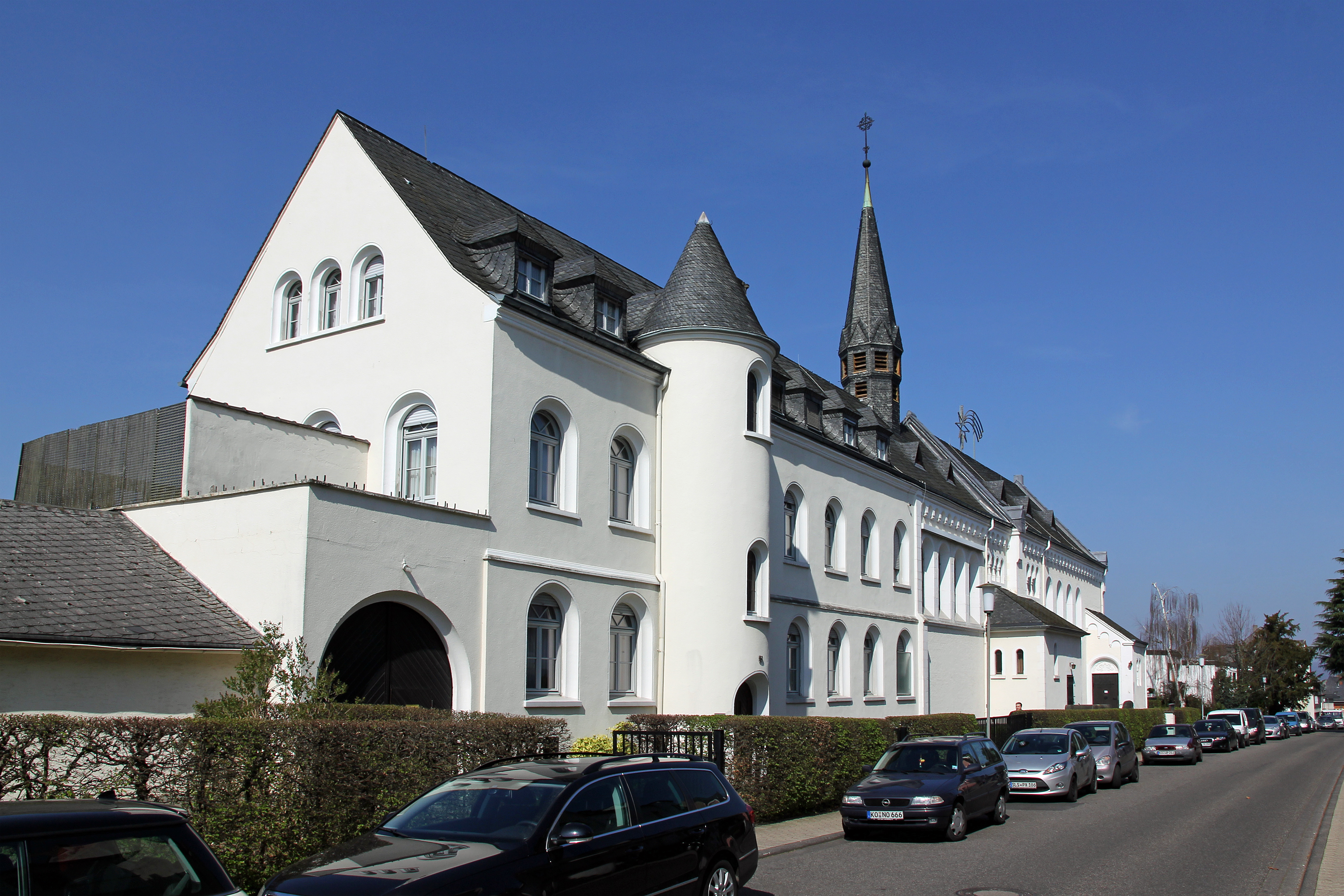
Das von Mutter Ignatia von Hertling gegründete Kloster Bethlehem in Koblenz

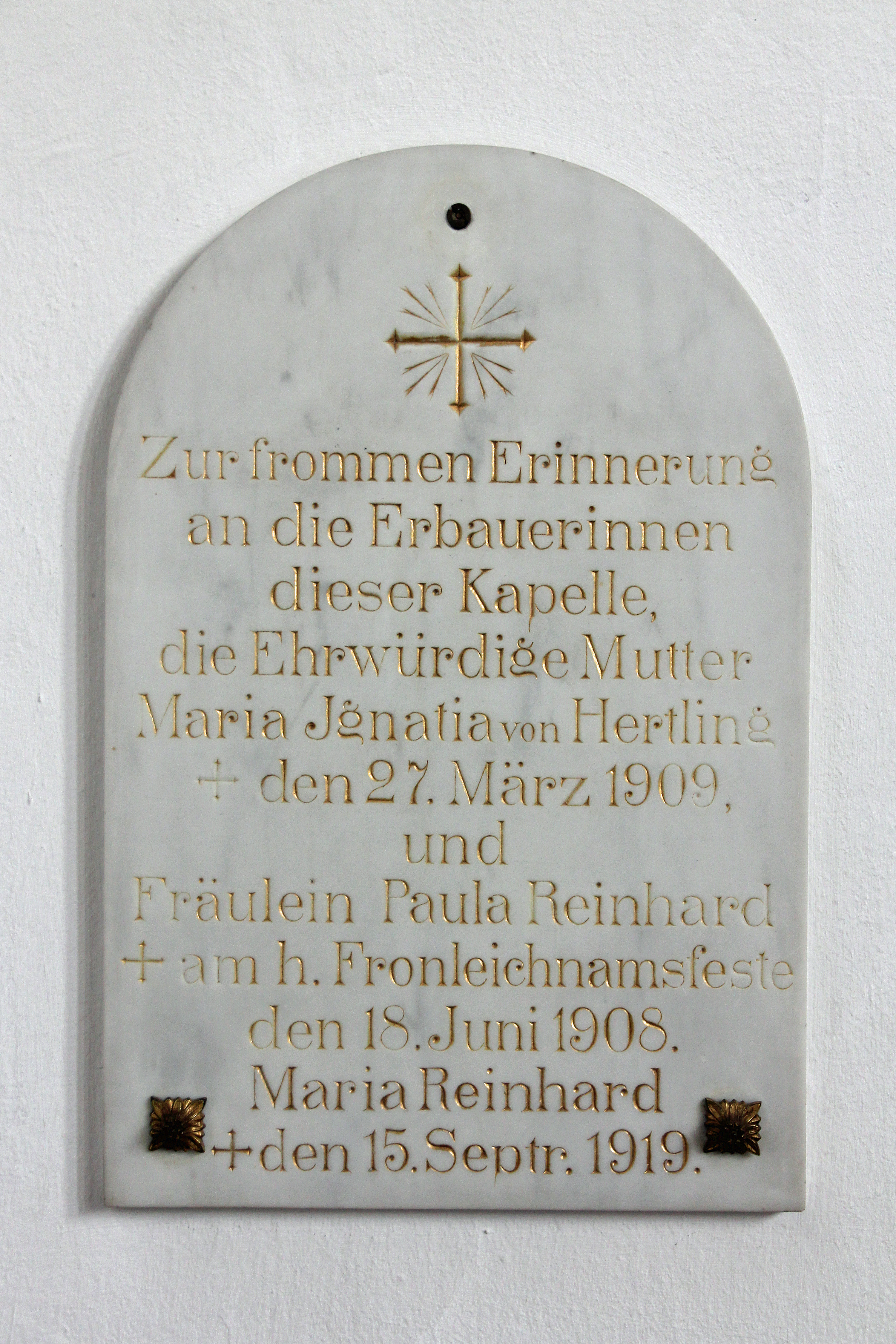
Erinnerungsplatte in der Klosterkirche

Unter ihrem bürgerlichen Namen Anna von Hertling trat sie am 28. Oktober 1871 als Spätberufene in das Mainzer Anbetungskloster „Maria Hilf“ der Klarissen-Kapuzinerinnen von der Ewigen Anbetung ein. Hier wurde sie am 17. September 1872 eingekleidet und erhielt den Ordensnamen Ignatia. Am 15. Oktober 1873 legte sie in Mainz die Profess ab und ihre Mutter trat gleichzeitig dem III. Orden der Franziskaner bei.
Ab 1879 diente Schwester Ignatia als Sekretärin der Oberin Mutter Bernardina Grua, am 22. Juli 1882 wurde sie zu deren Nachfolgerin als Oberin des Mainzer Klosters gewählt, welches Amt sie 18 Jahre innehatte. Im Kulturkampf durften zunächst keine Novizinnen mehr aufgenommen werden und die hessische Regierung versuchte, das kontemplative Kloster 1895 völlig aufzuheben, was nur mit knapper Not verhindert werden konnte. 
Deshalb versuchte  Mutter Ignatia fortan ein Tochterkloster in einem anderen deutschen Staat außerhalb des Großherzogtums Hessen zu gründen.  
Dies gelang 1903, als die Koblenzerin Paula Reinhard, deren Beitritt ins Mainzer Kloster sich aus Gesundheitsgründen zerschlagen hatte, zu diesem Zweck dem Orden ihre Villa in Koblenz-Pfaffendorf (genannt „Villa Bethlehem“) übergab. Vier Schwestern aus Mainz unter Leitung von Mutter Ignatia von Hertling gründeten dort 1904 das Tochterkloster Bethlehem, nach dessen baulicher Fertigstellung sechs weitere Nonnen folgten. Am 17. Oktober 1904 wurde die Kirche geweiht und die Ewige Anbetung eröffnet. Am selben Tag fand die erste Oberinnenwahl in Koblenz statt und Mutter Ignatia wurde zur ersten Oberin gewählt, welches Amt sie bis zu ihrem Tod am 27. März 1909 bekleidete.
Die Klarissen-Kapuzinerinnen leben in strenger Klausur, in vollkommenem Schweigen und persönlicher Armut. Sie pflegen die Ewige Anbetung vor dem Allerheiligsten (schichtweise Ablösung) und verdienen ihren Lebensunterhalt durch das Fertigen von Hostien für den Gottesdienst. Sowohl das Mainzer als auch das Koblenzer Kloster existieren bis in die Gegenwart (2012).